# Peitieiros
Peitieiros (oficialmente San Miguel de Peitieiros) es una parroquia española del municipio de Gondomar, perteneciente a la provincia de Pontevedra, en la comunidad autónoma de Galicia.

## Historia
Hacia mediados del siglo XIX, el lugar, por entonces referido como una feligresía, tenía contabilizada una población de 796 habitantes. Aparece descrito en el duodécimo volumen del Diccionario geográfico-estadístico-histórico de España y sus posesiones de Ultramar de Pascual Madoz con las siguientes palabras:

PEITIEIROS (San Miguel): felig. en la prov. de Pontevedra (7 leg.), part. jud. de Vigo (2 1/2), dióc. de Tuy (2), ayunt. de Gondomar: sit. al E. del monte de la Grova, con buena ventilacion y clima sano. Tiene unas 170 casas en la ald. de su nombre, y en los cas. de Amados, Area, Cruceiro, Fonte, Gandra, Mogallo, Molinos nuevos, Peroleira Piñeiro y Rua. La igl. parr. (San Miguel) se halla servida por un cura de segundo ascenso, y de provision real y ordinaria. Confina el térm. N. Morgadanes; E. Sta. Comba; S. Couso, y O. Donas. El terreno participa de monte y llano, y es de buena calidad. Atraviesa por esta felig. un camino que desde Tuy conduce á Ramallosa, Bayona, y á otros puntos. prod.: trigo, maiz, centeno, patatas, legumbres, leñas, frutas, lino y pastos; hay ganado vacuno, de cerda, mular, lanar y cabrío; y caza de perdices, liebres y conejos. pobl.: 171 vec., 796 alm. contr. con su ayunt. (V.).
(Madoz, 1849, p. 758)

En 2022, tenía empadronados 1026 habitantes.

## Patrimonio
Hay en la parroquia una iglesia de San Miguel.